# 2020년 하계 올림픽 서핑
제32회 하계 올림픽 서핑 경기는 일본 지바현 쓰리가사키 해변에서 2021년 7월 26일부터 7월 29일까지 열린다. 서핑이 올림픽 정식 종목으로 포함된 것은 이번 대회가 처음이며, 지난 2015년 9월 야구, 소프트볼, 스케이트보드, 가라테, 스포츠클라이밍 등과 함께 올림픽 종목으로 편입됐다.

## 경기 방식
첫 올림픽 데뷔인 만큼 경기를 어디서 치를지에 대해서도 논의가 오고갔다, 2018년 세계 서핑 협회 (ISA)는 2020년 하계 올림픽의 서핑 경기가 인공파도 수영장이 아닌 실제 바다에서 치러질 것이라고 밝혔다. 경기 장소는 도쿄도 중심부에서 약 40km 떨어진 지바현 조세이군 이치노미야정의 쓰리가사키 해변으로 정해졌다. 영어로는 다른 이름인 '시다시타 해변' (Shidashita Beach)로 표기하게 되었다. 바다에서 진행되는 것이니만큼 실제 경기 시 파도의 질에 따라 약 16일간의 유예기간을 두기로 했다. 한번 경기가 시작되고 나서 끝나기까지는 약 이틀이 소요될 것으로 전망됐다.
이번 대회의 경기 구성은 예선과 본선으로 나뉜다. 기본적으로 네 명의 선수가 주어진 시간 내 시도에 나서 경기를 펼친 후, 두 명이 다음 라운드로 진출하게 된다. 각 시도마다 20~25분 정도의 시간이 주어지며 가장 좋은 두 성적으로 진출여부를 가린다. 이때 파도 꼭대기에 가장 가까운 서퍼가 주도권을 가져가는 기본 서핑 예절을 적용하여, 한번에 한 선수만 파도를 탈 수 있도록 한다. 만약 주도권을 가진 서퍼를 무시하고 끼어드려는 선수가 있다면 페널티가 적용되어 감점이 부여될 수 있다.
서퍼가 파도를 타면 심사위원단이 얼마나 고난이도 동작을 펼치는지를 두고 감상한 뒤 최소 1점부터 10점까지, 소수점 2자리대까지 점수를 매긴다 (예:8.51점). 단순히 어려움을 가늠하는 것이 아닌 동작의 속도, 힘, 흐름 등을 종합적으로 평가한다.

## 예선
한 국가당 남녀 2명씩 총 4명의 선수를 내보낼 수 있다. 이번 대회의 출전권은 다음과 같이 분배된다.
- 개최국 일본은 남녀 양 종목에 1명씩 자동 출전권을 부여받는다. 자동 진출과는 별개로 한 종목에서 일본이 자력으로 출전권을 확보했다면, 해당 자동출전권은 2020년 세계 서핑 대회에서 올림픽 진출에 실패한 선수 중 가장 높은 성적을 거둔 선수에게 돌아가게 된다.
- 2019년 세계 서핑 리그 챔피언십 투어 - 남자경기에서는 상위 10위까지, 여자경기에서는 상위 8위까지 올림픽 출전권이 부여된다.
- 2019년 ISA 세계 서핑 대회 - 각 대륙별 1위 선수에게 출전권이 부여된다. 이때 북미와 남미는 아메리카라는 한 대륙으로 취급해 부여된다.
- 2019년 팬아메리카 게임 - 남녀 종목 우승자에게 출전권이 부여된다.
- 2021년 ISA 세계 서핑 대회 - 올림픽이 연기되면서 예선 대회 중 하나로 포함됐다. 남자경기에서는 상위 4위까지, 여자경기에서는 상위 6위까지 출전권이 부여된다. 한 국가가 지난 대회에서 얻은 진출권까지 포함해 최대 출전 가능선수 인원을 넘겨 확보하게 된다면, 이번 대회에서의 출전권을 우선하고 지난 대회의 출전권은 그 다음 순위의 선수에게 재배정된다.

다음은 예선 일정이다.
| 출전권                    | 인원수 (남자) | 인원수 (여자) | 날짜                     | 개최도시   |
| ------------------------- | ------------- | ------------- | ------------------------ | ---------- |
| 개최국 자동진출           | 1             | 1             |                          |            |
| 2019년 팬아메리칸 게임    | 1             | 1             | 2019년 7월 26일~8월 11일 | 리마       |
| 2019년 세계 서핑 리그     | 10            | 8             | 2019년 4월~12월          | 세계 각지  |
| 2019년 ISA 세계 서핑 대회 | 4             | 4             | 2019년 9월 7일~15일      | 미야자키시 |
| 2019년 ISA 세계 서핑 대회 | 4             | 6             | 2021년 5월 29일~6월 6일  | 엘살바도르 |
| 쿼터 재배정               | –             | –             | 2020–21년중 확정         | -          |

## 참가
이번 대회에서는 남자 20명, 여자 20명이 쇼트보드 종목에 참가하게 된다. 이번 대회는 세부종목이 하나 뿐이지만 다가오는 2024년 파리 올림픽이나 2028년 LA 올림픽에서는 롱보드, 바디보드, 스탠드업 패들보드 같은 다른 종목들도 경기가 치러질 전망이다.

### 개최국
- 아르헨티나 (1)
- 오스트레일리아 (4)
- 브라질 (4)
- 칠레 (1)
- 코스타리카 (2)
- 에콰도르 (1)
- 프랑스 (4)
- 독일 (1)
- 인도네시아 (1)
- 이스라엘 (1)
- 이탈리아 (1)
- 일본 (4)
- 모로코 (1)
- 뉴질랜드 (2)
- 페루 (4)
- 포르투갈 (3)
- 남아프리카 공화국 (1)
- 미국 (4)

## 일정
아래는 이번 대회의 일정이나, 고정된 것은 아니다. 실제 경기 가능일은 7월 25일부터 8월 1일까지이며, 파도 환경에 따라 나흘간 경기를 진행하기로 되어 있다.
| 예 | 예선 | 준준 | 준준결승 | 준 | 준결승 | 결 | 결승 |

| 날짜 | 7월 26일 | 7월 26일 | 7월 27일 | 7월 28일 | 7월 28일 | 7월 29일 |
| ---- | -------- | -------- | -------- | -------- | -------- | -------- |
| 남자 | 1차      | 2차      | 3차      | 준준     | 준       | 결       |
| 여자 | 1차      | 2차      | 3차      | 준준     | 준       | 결       |

## 메달리스트

### 메달리스트
| 종목                 | 금                       | 은                                    | 동                           |
| -------------------- | ------------------------ | ------------------------------------- | ---------------------------- |
| 남자 쇼트보드 자세히 | 이탈루 페헤이라 · 브라질 | 이가라시 가노아 · 일본                | 오언 라이트 · 오스트레일리아 |
| 여자 쇼트보드 자세히 | 카리사 무어 · 미국       | 비앙카 바위텐다흐 · 남아프리카 공화국 | 쓰즈키 아무로 · 일본         |

## 같이 보기
- 2018년 아시안 게임 서핑
- 올림픽 서핑